# Batalha do Castelo de Utsunomiya
A Batalha do Castelo de Utsunomiya (宇都宮城の戦い Utsunomiyajō no tatakai) foi uma das batalhas da Guerra Boshin entre as forças pró-imperiais e o exército do xogunato Tokugawa, no Japão, em maio de 1868, que teve lugar no Castelo Shimono Utsunomiya na cidade de Utsunomiya, prefeitura de Tochigi.
Ocorreu quando as tropas do shogunato Tokugawa estavam recuando para o norte em direção a Nikkō e Aizu. Novas forças do governo centradas no Exército do Governador Higashiyamado despachadas de Musashi Itabashi para Utsunomiya para reprimir o reagrupamento dos soldados do Clã Utsunomiya e outros, que haviam sido derrotadas na Batalha de Toba-Fushimi. O objetivo era impedir que marchassem para o campo de batalha de Nikko Tsusho em Shimosa Ichikawa.

## Antecedentes
A Guerra Boshin marcou o final do período Bakumatsu (幕末), que corresponde ao final do Shogunato Tokugawa (1853 a 1867) e ao início da Era Meiji (明治時代) na história do Japão.
O ponto crucial da Guerra Boshin fora a batalha de Toba-Fushimi (鳥羽・伏見の戦い), em janeiro daquele ano, quando as forças do Shogun foram finalmente derrotadas pelos partidários do imperador e se considera praticamente encerrado o período Bakumatsu.
Após o Exército do Shogunato ter se desintegrado na batalha de Toba e Fushimi em janeiro, no início da primavera de 1868, ex-vassalos de Tokugawa sob o comando de Ōtori Keisuke e Hijikata Toshizō deixaram a capital do shogun, Edo, em massa e se reuniram em Kōnodai.
Havia um pequeno destacamento de Aizu sob o comando de Akizuki Noborinosuke e as tropas de Kuwana sob o comando Tatsumi Naofumi, bem como um punhado de shinsengumi sobreviventes, como Shimada Kai. Embora muitos de seus componentes fossem samurais, havia também nas tropas muitos membros de outras classes sociais, principalmente sob o comando direto de Ōtori.
Seu objetivo era Utsunomiya, uma cidade fortificada defendida por um castelo de mesmo nome na estrada para o norte, comandando a passagem para Nikko e Aizu, que era uma posição de importância estratégica vital. O daimyo de Utsunomiya, Toda Tadatomo, estava ausente, pois havia sido acusado por Tokugawa Yoshinobu de viajar para Kyoto e submeter uma carta de desculpas e submissão ao Imperador.
Seu objetivo era Utsunomiya, uma cidade fortificada defendida por um castelo de mesmo nome na estrada para o norte, comandando a passagem  para Nikko e Aizu, que era uma posição de importância estratégica vital. O daimyo de Utsunomiya, Toda Tadatomo, estava ausente, pois havia sido acusado por Tokugawa Yoshinobu de viajar para Kyoto e submeter uma carta de desculpas e submissão ao Imperador.
Ao chegar a Otsu, Toda foi recebido pelas forças de Satsuma-Chōshū e colocado sob confinamento. Pois um pedido de clemência alcançando os ouvidos do Imperador Meiji, resultaria em um perdão prematuro, o qual complicaria os objetivos militares da aliança. Isso deixou Utsunomiya nas mãos do antecessor aposentado de Tadatomo, Toda Tadayuki, que também defendia a rendição, mas não estava envolvido nos esforços do ex-xogunato.

## Acontecimentos que Desencadearam a Batalha

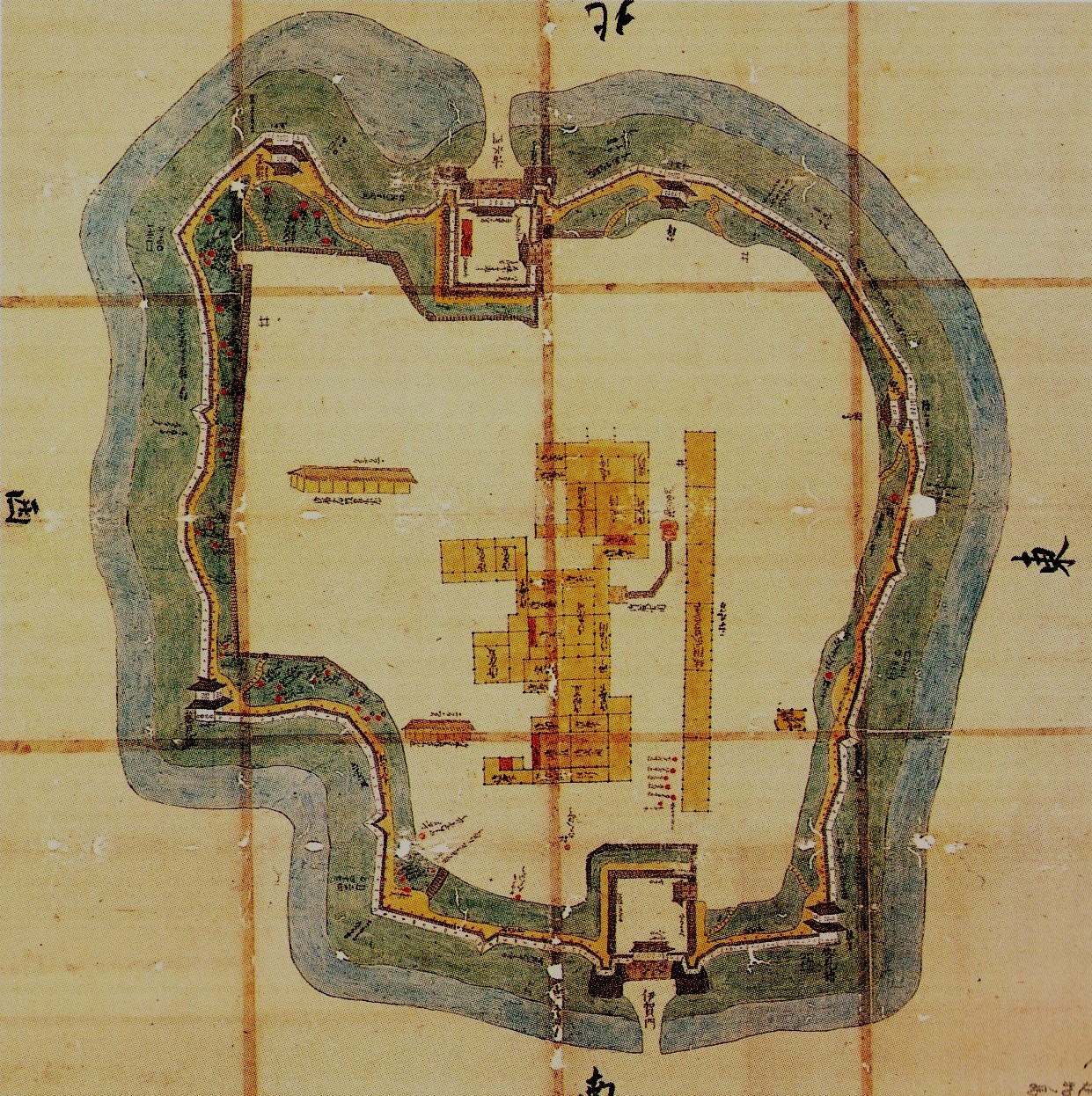
Utsunomiya Hommaru

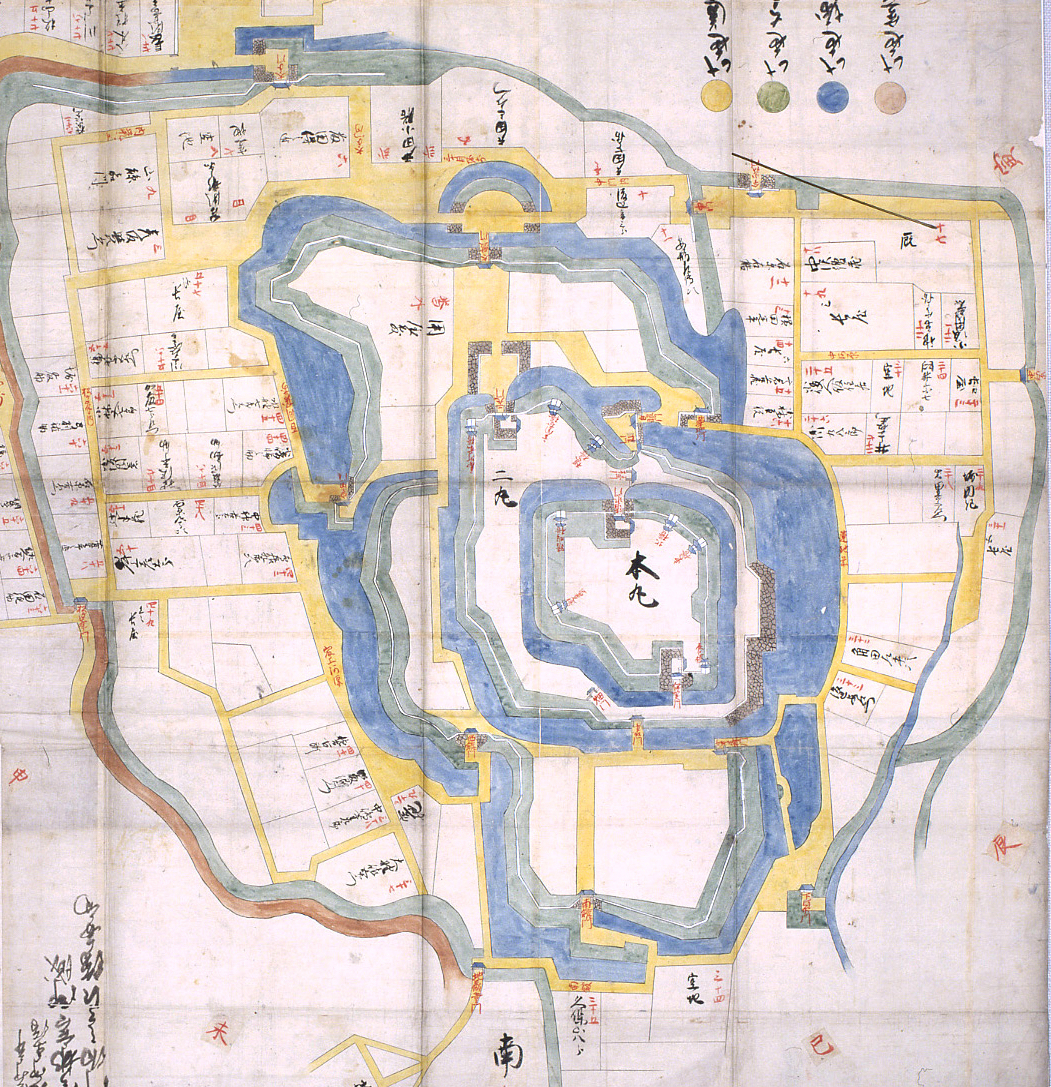
Utsunomiya Hommaru

Nos dias que antecederam à batalha, as forças do antigo xogunato se moviam rapidamente pela área, de castelo em castelo,  com Hijikata tomando duas importantes posições na província de Hitachi - Shimotsuma e Shimodate, nos dias 7 e 8 de maio, respectivamente.
Entretanto, como esses bastiões eram pequenos e seus daimyō tinham fugido, eles não tinham muito em termos de dinheiro ou suprimentos, e Hijikata não conseguiu se apoderar do butim que ele esperava.
Quase simultaneamente, um motim camponês irrompeu em Utsunomiya, dando às ex-forças do Xogunato a oportunidade perfeita para atacar, o que elas aproveitaram sem demora. As forças de Ōtori lançaram seu ataque ao castelo na manhã de 10 de maio de 1868, enfrentando a força imperial combinada composta de tropas de Matsumoto (província de Shinano, 60 000 koku), Kurobane (província de Shimotsuke, 18 000 koku), Mibu (Shimotsuke). Província, 18 000 koku), Iwamurata (Província de Shinano, 18 000 koku), Susaka (Província de Shinano, 12 000 koku), Hikone (Província de Ōmi, 350 000 koku), Ōgaki (Província de Mino, 100 000 koku), Utsunomiya (Província de Shimotsuke, 77 000 koku) e Kasama (Província da Hitachi, 80 000 koku). O castelo caiu no mesmo dia, com Toda Tadayuki escapando para Tatebayashi. Ōtori, liderando a força  principal do exército atacante, entrou no castelo. Suas forças entregaram o suprimento de arroz armazenado no castelo para os habitantes da cidade os quais estavam entre os amotinados dos últimos dias. Esforços foram então feitos para fortalecer a posição do exército de Ōtori. As forças deste último, agora ligadas à força de Hijikata, incluindo outros como a Seiheitai, unidade que fazia parte da Shinsengumi, comandada por Nagakura Shinpachi. dirigiram-se em seguida para o norte, para Mibu, onde pretendiam se esconder e ficar à espreita; no entanto, ao chegarem, descobriram que as forças de Satsuma já haviam tomado o castelo. 

## Batalha de Mibu
As tropas de Satsuma, pegas de surpresa com a súbita aparição do inimigo, bateram em retirada para o Castelo de Mibu e montaram um perímetro de defesa. Os atacantes decidiram então incendiar a cidade e o castelo. No entanto, uma chuva torrencial começou a cair subitamente e tornou essa tarefa impossível. Após encarniçados combates, esta unidade combinada não foi capaz de tomar o Castelo de Mibu. Retirou-se então para Utsunomiya para contabilizar um total um total de 60 baixas, entre mortos e feridos, incluindo oito oficiais.
Entretanto, do sul, o exército imperial, com as forças de Satsuma e Ōgaki liderando o caminho, surgiu inesperadamente e subindo  pela  direção nordeste e, tomando a  estrada de Mibu-kaidō em 14 de maio, lançou um contra-ataque que resultou na recaptura do Castelo de Utsunomiya, no mesmo dia. Diante da derrota, as forças de Ōtori retiraram-se para o norte, através de Nikkō, para Aizu.

## Consequências da Batalha
Enquanto o domínio de Aizu sempre defendera a rendição e a negociação pacífica com o Imperador em primeiro lugar e a resistência armada só em último caso, a entrada de um grande exército leal ao ex-xogunato, em seu território após a derrota de Utsunomiya, forçou sua entrada no partido da resistência armada.
"(...) soldados do xogunato, que apoiavam a continuação da guerra, começaram a fugir em massa e deixar Edo para Aizu, o que exigiu que a posição de Aizu fosse mudada para uma que fosse pró-guerra. Homens como o conselheiro sênior Saigō Tanomo e o magistrado agrícola Kawahara Zenzaemon continuaram a pressionar por lealdade e submissão, no entanto, eles não foram ouvidos, e as nuvens de guerra se espalharam pelo nordeste do Japão ... ".
Nos últimos anos, Ōtori escreveu um relato da batalha, intitulado "Nanka Kikō" (南柯 紀行), que apareceu em Kyū Bakufu (舊 幕府), uma revista que ele ajudou a editar e que se dedicava a documentar a história de Bakumatsu.